# NGC 3683
NGC 3683 is een balkspiraalstelsel in het sterrenbeeld Grote Beer. Het hemelobject werd op 18 maart 1790 ontdekt door de Duits-Britse astronoom William Herschel.

## In de kom van deGrote steelpan
Het stelsel NGC 3683 bevindt zich, vanaf de aarde gezien, in de rechthoek gevormd door de sterren Dubhe, Merak, Phad, en Megrez, die de kom van het gemakkelijk herkenbare asterisme Grote steelpan (Big dipper) vormen. NGC 3683 bevindt zich tevens aan de noordwestelijke hoek van het asterisme Big Dipper's Sunken Crouton (het gezonken broodkorstje).

## Synoniemen
- UGC 6458
- MCG 10-16-143
- ZWG 291.72
- IRAS 11247+5709
- PGC 35249